# 113P/Spitaler
113P/Spitaler, komet Jupiterove obitelji.